# Accident sur la base de Fairchild en 1994
Vous lisez un « article de qualité » labellisé en 2010.
Le 24 juin 1994, un Boeing B-52 Stratofortress baptisé Czar 52, s'écrase au cours d'un vol d'entraînement en vue d'une démonstration sur la base de Fairchild, entraînant la mort des quatre membres d'équipage. L'accident s'est produit car le commandant de bord, Bud Holland, a piloté l'avion hors de ses limites opérationnelles et en a perdu le contrôle. Il en résulta un décrochage et la destruction de l'appareil par écrasement au sol. L'accident fut filmé et les images furent largement diffusées lors des journaux télévisés à travers les États-Unis,.
Le rapport de la commission d'enquête conclut que les principaux facteurs ayant favorisé l'accident étaient la personnalité et le comportement du pilote Bud Holland vis-à-vis des règles de sécurité et la réaction de sa hiérarchie par rapport à celui-ci, ainsi que l'enchaînement des événements. Cet accident est utilisé comme cas d'école dans l'aéronautique militaire et civile pour l'enseignement de la gestion des équipages. En outre, les forces armées américaines utilisent souvent cet accident pendant la formation à la sécurité aérienne pour sensibiliser le personnel à l'importance du respect des règles de sécurité et à la conduite à tenir vis-à-vis de toute personne qui enfreint les procédures de sécurité.

## L'accident

### Contexte

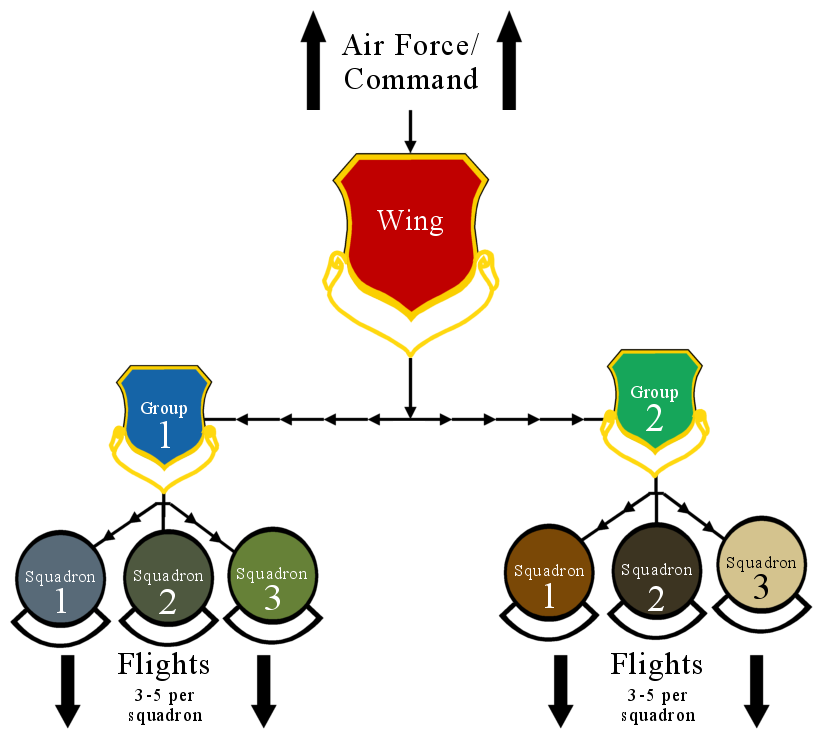
Structure normale d'une escadre de l'USAF avec ses groupes et ses escadrons.

Le 24 juin 1994 à 7 h 30, heure locale (Pacific Standard Time), sur la base aérienne de Fairchild, l'équipage du bombardier B-52H Czar52 de l'USAF stationné à Fairchild se prépare pour un vol d'entraînement en vue d'une démonstration au cours d'un prochain meeting aérien. L'équipage est composé des pilotes Lt.Col Arthur « Bud » Holland (46 ans), Lt.Col Mark McGeehan (36 ans), Col. Robert Wolff (46 ans) et de l'opérateur système d'arme/navigateur radar Lt.Col Ken Huston (41 ans). Holland est le commandant de bord pour ce vol avec McGeehan comme copilote et Wolff comme observateur de sécurité. Holland est le commandant en second de la section « Évaluation et standardisation » du 92nd Bomb Wing, McGeehan est commandant du 325th Bomb Squadron, Wolff est commandant en second du 92nd Bomb Wing, et Huston est officier opérations du 325th Bomb Squadron,.
Le plan de vol enchaîne des manœuvres difficiles : passages à basse altitude, virages inclinés à 60°, montée sous forte pente et un touché sur la piste 23 de Fairchild. Ce vol était aussi le vol d'adieu pour Wolff ; une tradition de l'USAF veut que lorsqu'un membre d'équipage prend sa retraite, il est accueilli à sa descente d'avion par ses collègues, ses amis et sa famille et arrosé d'eau. Donc ce jour-là, la femme de Wolff et plusieurs de ses proches amis sont présents sur l'aérodrome pour regarder le vol et participer à la cérémonie. La femme de McGeehan et ses deux plus jeunes fils regardent aussi le vol depuis leur maison située non loin.

### Décollage
Le B-52 décolle à 13 h 58 et effectue la plupart des évolutions sans incident. Alors qu'il se prépare à exécuter le touché sur la piste 23 à la fin de sa présentation, l'appareil est obligé de remettre les gaz car un KC-135 Stratotanker vient juste de se poser et est encore sur la piste. Conservant une hauteur-sol de 75 m (250 ft), Holland demande à la tour de contrôle l'autorisation d'effectuer une boucle à 360° par la gauche, ce qui lui est accordé. Le B-52 commence alors son virage autour de la tour à partir du milieu de la piste. Une zone abritant un site de stockage d'armes nucléaires, dont le survol est interdit, se trouve juste derrière la tour.

### Accident
Il semble qu'Holland, pour éviter de traverser cet espace aérien, ait effectué un virage très serré et très incliné tout en maintenant sa faible hauteur (75 m). Approximativement aux trois quarts de son virage, à 14 h 16, l'appareil s'incline à plus de 90°, chute rapidement et touche le sol, explosant et tuant tous les membres d'équipage. Le Lt.Col McGeehan était parvenu à s'éjecter, mais il périt dans la boule de feu créée par l'écrasement de l'appareil. Un aviateur est blessé au sol en train d'observer.

## L'enquête

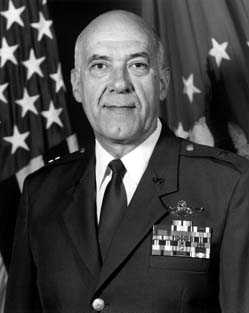
Le brigadier-général Orin L. Godsey, qui dirigea l'enquête de sécurité après l'accident.

L'USAF réunit immédiatement une commission d'enquête de sécurité sous la direction du chef de la sécurité de l'USAF, le brigadier-général Orin L. Godsey. La commission remet un rapport préliminaire le 10 août 1994 et le rapport final d'enquête est publié le 31 janvier 1995. Le rapport de sécurité de l'US Air Force ne fut diffusé qu'au personnel du département de la Défense des États-Unis et ne fut pas rendu public. Un comité d'enquête sur l'accident, appelé « Enquête AFR 110-14 », a publié un rapport séparé en 1995. Contrairement à l'enquête de sécurité de l'USAF, le rapport AFR 110-14 a été rendu public.
L'enquête AFR 110-14 identifie plusieurs facteurs ayant contribué à l'accident, dont l'enchaînement réel de l'accident, la personnalité et le comportement antérieur de Bud Holland, l'absence de surveillance et de mesures correctives de l'USAF vis-à-vis de Holland, la préparation et l'exécution de la mission, et d'autres facteurs environnementaux et humains.

### Enchaînement des événements

Illustration du décrochage en virage.
Plus le virage est serré, plus la portance (et donc l'angle d'attaque) doit être élevée pour contrer le poids apparent (la somme de la force centrifuge et du poids). Le décrochage se produit donc à une vitesse plus élevée qu'à plat.

L'enquête montre que lorsque le B-52 entame son dernier virage autour de la tour de contrôle, la vitesse indiquée était de 337 km/h (182 kt). Lorsque Holland amorce son virage, il augmente la poussée des moteurs, mais cette action est trop tardive car les réacteurs mettent 8 secondes à réagir à l'action de la commande de gaz. Bien que l'anémomètre soit visible de l'ensemble des quatre membres d'équipage, ils laissent la vitesse décroître. Huit secondes avant l'impact, la vitesse indiquée de l'appareil était descendue à 269 km/h (145 kt) et le roulis de l'appareil dépassait les 60°. C'est à ce moment-là que soit Holland soit McGeehan met le manche et le palonnier complètement à droite tout en redressant le nez de l'appareil et que l'avion entre dans une phase de décrochage en virage (ou décrochage sous facteur de charge). Ce phénomène, le décrochage en virage, se produit à une vitesse plus élevée que la vitesse de décrochage normale calculée pour un vol en palier. À cause de son roulis dépassant les 60°, la vitesse de décrochage de l'avion était à ce moment de 272 km/h (147 kt). Donc, en volant à 269 km/h (145 kt), l'appareil ne pouvait être maintenu à son altitude ; une augmentation de l'incidence dans le but de maintenir l'altitude ne pouvait que conduire au décrochage et la hauteur était insuffisante pour sortir du décrochage avant de heurter le sol.

### Comportement antérieur de Holland et réactions de la hiérarchie de l'USAF
La commission sur l'accident établit que la personnalité de Bud Holland constituait un élément significatif relativement aux causes préalables à cet accident. Le personnel de l'USAF attesta que Holland avait acquis une réputation de pilote impulsif qui bafouait régulièrement les règles de sécurité. Il volait souvent en dessous de l'altitude minimale de sécurité, dépassait les limites d'inclinaison en virage et les taux de montée,.
Un incident eut lieu en 1991 quand un B-52 piloté par Holland effectua un tour au-dessus d'un stade de softball où sa fille jouait. Débutant à 760 m (2 500 ft) de hauteur-sol, l'appareil de Holland effectua son tour avec une inclinaison de 65°, se retrouvant dans une situation de virage engagé. Un témoin décrivit la scène comme une « spirale mortelle », le nez de l'appareil ayant continué à descendre durant la manœuvre et l'inclinaison atteignant les 80°. Après avoir perdu 300 m (1 000 ft), Holland put reprendre le contrôle de l'appareil,.

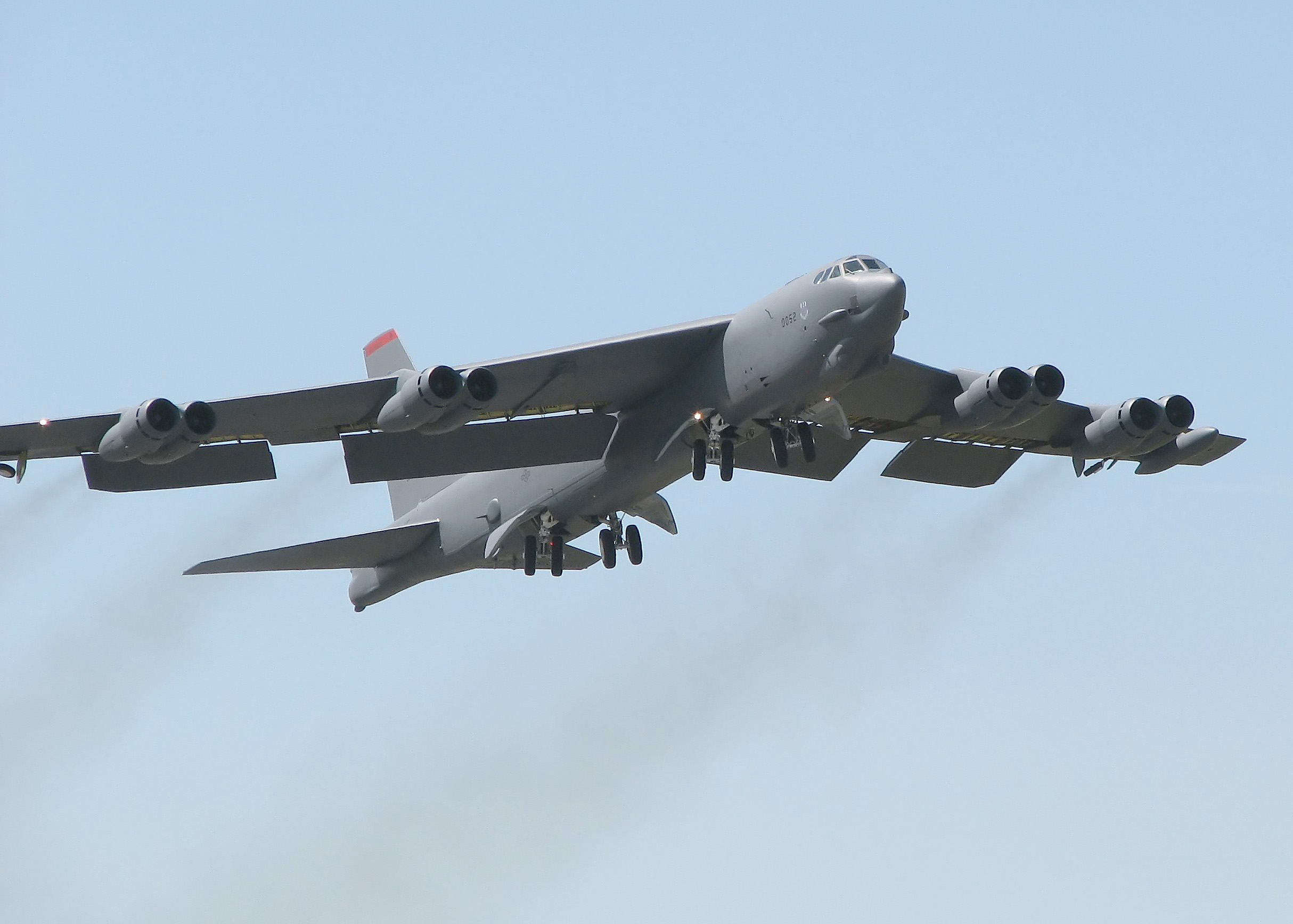
Un B-52H au décollage pour une présentation avec une pente de montée normale.

Le 19 mai 1991 pour le meeting aérien de Fairchild, Holland était le commandant du B-52 effectuant la démonstration aérienne. Durant ce vol Holland viola plusieurs règles de sécurité, dont une inclinaison et une pente trop importante, l'interdiction du survol du public et peut-être aussi le non-respect de l'altitude minimale. Le commandant de la base et de l'escadre, le colonel Arne Weinman, comme l'encadrement, observa la démonstration mais ne prit aucune sanction.
Le 12 juillet 1991, Holland était aux commandes d'un B-52 pour un survol de la cérémonie de passation de commandement du 325th Bomb Squadron. Pendant la répétition et le survol réel, l'appareil de Holland vola à une altitude de 30 m (100 ft) — bien en dessous de l'altitude minimale autorisée —, effectua un virage incliné à plus de 45°, dépassa la pente maximum et réalisa un renversement. Le renversement n'est pas spécifiquement interdit mais n'est pas recommandé car il peut endommager l'avion. Après avoir assisté au vol le colonel Weinman et son adjoint, le colonel Julich commandant des opérations, réprimandèrent verbalement Holland mais ne prirent pas de sanctions officielles.
Le 17 mai 1992 pour le meeting aérien de Fairchild, Holland est de nouveau aux commandes du B-52 qui effectue la démonstration aérienne. Pendant ce vol, Holland viole sévèrement les règles de sécurité, virages serrés à faible altitude à plus de 45° d'inclinaison et grand angle de montée, estimé à plus de 60° que Holland termine par un renversement. Le nouveau commandant d'escadre, le colonel Mickael G. Ruotsala, ne prend apparemment aucune sanction. Une semaine plus tard, le nouveau commandant adjoint des opérations, le colonel Capotosti, de sa propre initiative avertit Holland que s'il violait encore une fois les règles de sécurité, il l'interdirait de vol. Capotosti ne fait pas de compte-rendu de son avertissement et ne prend aucune autre sanction officielle.
Les 14 et 15 avril 1993, Holland est chef de mission pour une mission d'entraînement de deux B-52 sur un champ de tir près de Guam dans l'océan Pacifique. Pendant la mission, il fait voler son avion plus près de l'autre appareil que la réglementation ne le permet. Holland demande aussi à son navigateur de filmer le largage des bombes à partir de la soute à bombe, ce qui est aussi contraire au règlement. Plus tard, le navigateur de Holland montrera la vidéo à trois cadres de la base de Fairchild. Le premier, le lieutenant-colonel Bullock, le commandant du 325th Bomb Squadron, ne fera rien à ce sujet et aurait même essayé d'utiliser la vidéo pour faire pression sur le navigateur pour qu'il accepte un poste de planificateur de mission pour l'escadre. Le deuxième, le commandant adjoint aux opérations du groupe, le lieutenant-colonel Harper, demandera au membre d'équipage de dissimuler la preuve. Le troisième, le commandant adjoint aux opérations, aurait répondu à propos de la vidéo : « OK je ne veux rien savoir au sujet de cette vidéo. Je n'en ai rien à faire. »,
Le 8 août 1993, Holland est une fois de plus aux commandes du B-52 de démonstration pour le meeting aérien de Fairchild. Là encore le profil du vol inclut des virages avec des inclinaisons à plus de 45°, des passages à basse altitude et autres manœuvres en montée à forte pente atteignant cette fois plus de 80°. L'angle est tellement élevé que le carburant sort par les évents des réservoirs d'aile de l'appareil. Le nouveau commandant d'escadre le brigadier-général James M. Richards, et le nouveau commandant adjoint aux opérations, le colonel William E. Pellerin, sont tous les deux témoins de la démonstration mais ne font rien,,.
Le 10 mars 1994, Holland est le commandant de bord d'un B-52 lors une mission d'entraînement au bombardement sur le champ de tir de Yakima ; il doit donner la possibilité à un photographe accrédité de prendre en photo l'appareil larguant des bombes d'entraînement. La hauteur minimum autorisée sur cette zone était de 150 m (500 ft). Durant cette mission, Holland est filmé passant une ligne de crête à seulement 10 m (30 ft) du sol. L'équipe photographique, craignant pour sa sécurité, cesse de filmer et se met à l'abri alors que l'avion de Holland les survole une seconde fois à une hauteur estimée à 1 m. Le copilote de Holland affirme avoir repris les commandes pour éviter que Holland ne fasse s'écraser l'appareil sur la crête pendant que les deux autres membres d'équipage lui criaient « Monte ! Monte ! ». Holland répondit en rigolant et en traitant l'un d'eux de « gonzesse ».

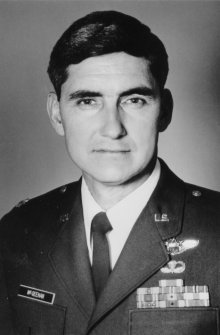
Mark McGeehan, le commandant d'escadron qui refusa de laisser ses équipages voler avec Holland s'il n'était pas présent dans l'appareil.

Après cette mission, l'équipage décide de ne plus jamais voler avec Holland, et rend compte de l'incident au commandant de l'escadron, le lieutenant-colonel Mark McGeehan. McGeehan rapporte l'incident à Pellerin et recommande que Holland soit interdit de vol. Pellerin convoque Holland, le réprimande verbalement et l'avertit de ne pas recommencer ce comportement, mais se refuse à lui interdire de voler. Il ne consigne pas non plus l'incident ni la réprimande et laisse son supérieur dans l'ignorance de ce qui s'est passé. McGeehan décide ensuite que, pour protéger ses équipages, il sera le copilote pour les futures missions où Holland serait le commandant de bord. Les faits semblent indiquer qu'après cet incident une « animosité considérable » devait exister entre Holland et McGeehan,,,.
- Trajectoire de l'appareil

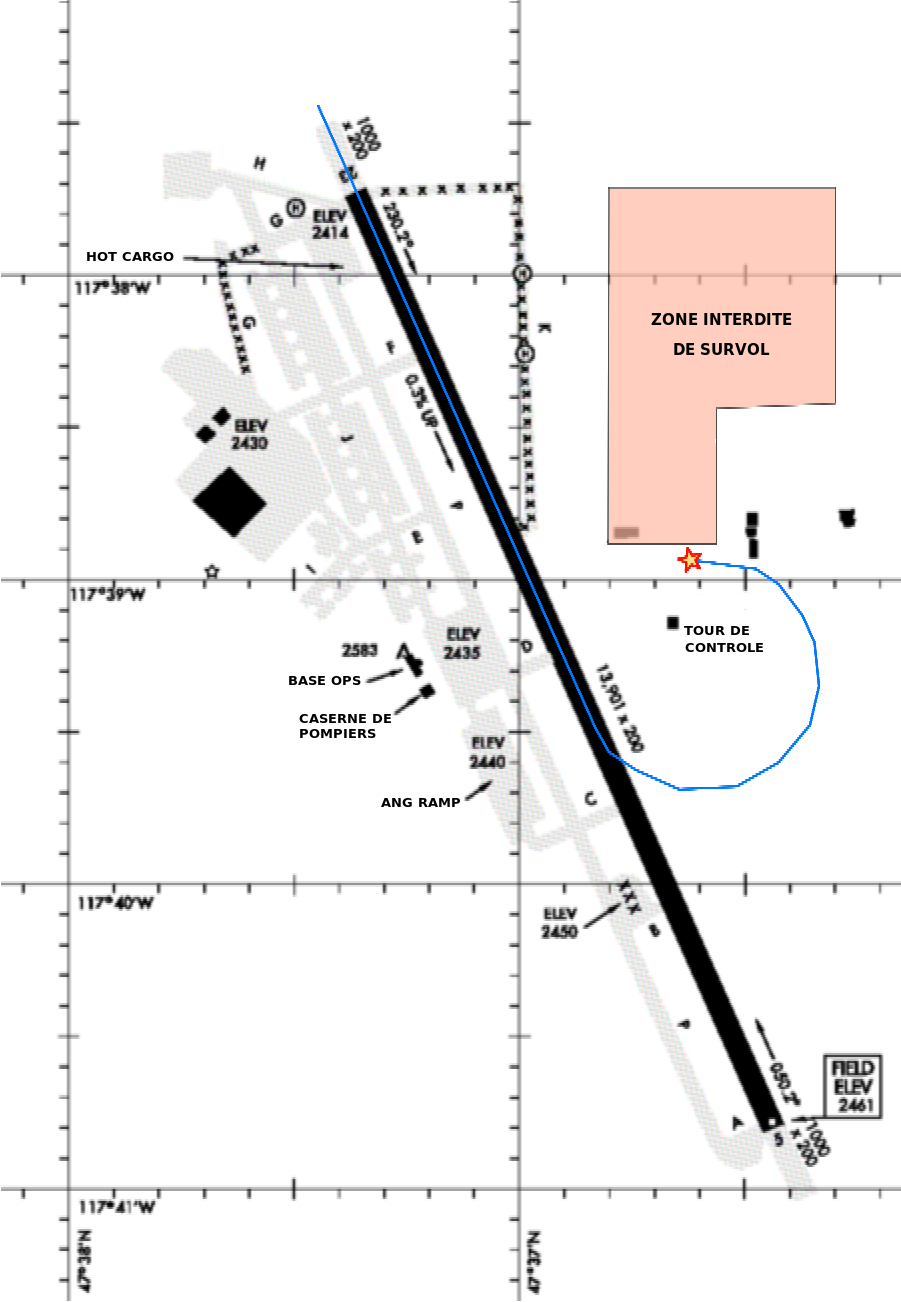
Dernier virage de l'appareil :
Piste 23 de Fairchild
Taxiways et parkings
Zone d'interdiction de survol servant de zone de stockage d'armes nucléaires

Au cours des préparatifs pour le meeting de Fairchild de 1994, Holland est encore choisi pour effectuer la présentation du B-52. Il expose sa présentation au nouveau commandant d'escadre, le colonel William Brooks, le 15 juin 1994 ; elle inclut la violation de nombreuses règles, dont des virages serrés à forte inclinaison, des passages bas et des montées à forte pente. Brooks ordonne à Holland de ne pas dépasser 45° d'inclinaison et 25° de pente pendant la démonstration. Pendant le premier entraînement, le 17 juin, Holland viole à plusieurs reprises ces ordres. Brooks en est témoin mais ne fait rien. Pellerin qui vole avec Holland lors de cette démonstration rend compte à Brooks que « le profil de la démonstration lui semble bon, sûr et bien à l'intérieur des paramètres ». L'entraînement suivant, le 24 juin, se termine par l'accident.

### Autres facteurs
Le profil de démonstration conçu par Holland prévoyait un virage à 360° autour de la tour de contrôle de Fairchild. Holland n'avait jamais tenté cette manœuvre dans les démonstrations précédentes. Pendant le dernier vol, Holland effectua une série de virages à 60° d'inclinaison et une montée à 68° en violation des ordres de Brooks. Rien ne démontre que McGeehan ou Wolff tentèrent d'intervenir pendant qu'Holland effectuait ces manœuvres.
Initialement, Pellerin devait participer au vol, comme il l'avait fait pour celui du 17 juin. Pellerin, cependant, n'était pas disponible pour le vol du 24 juin et Wolff fut choisi comme remplaçant au sein de l'équipage. En raison du court préavis avant son affectation à la mission, Wolff ne participa pas à la préparation du vol et rejoignit l'appareil alors que les moteurs tournaient déjà. Wolff n'était donc pas au courant du profil de la mission et n'eut pas la possibilité de faire part d'éventuelles objections avant le décollage.
Tous les membres d'équipage impliqués dans l'accident n'avaient eu que peu d'heures de vol dans les mois précédant celui-ci. L'équipage du B-52 ne s'était apparemment pas aperçu que l'appareil avait décroché peu avant l'impact, ceci est mis en évidence par l'absence d'utilisation des techniques de récupération standard sur cet appareil une fois entré en phase de décrochage. Cependant, l'enquête montre que même avec les techniques appropriées, l'avion était probablement trop bas pour se rétablir avant de toucher le sol.
Quatre jours avant l'accident, le 20 juin, Dean Mellberg, un ancien militaire de l'US Air Force émotionnellement perturbé, était entré dans l'hôpital de Fairchild et, tirant à plusieurs reprises, avait tué cinq personnes en laissant plusieurs autres, blessées, avant d'être abattu par des membres des forces de sécurité de la force aérienne. Cette fusillade a profondément perturbé le personnel de la base de Fairchild et ceci jusque bien après l'accident.

### Conclusions
La commission d'enquête conclut que l'enchaînement d'événements qui conduisit à l'accident était principalement attribuable à la personnalité et au comportement de Holland, aux réactions (ou à leur absence) de la part de la hiérarchie de l'US Air Force et, enfin, à la succession des incidents pendant le vol. Le non-respect par Holland des procédures garantissant la sûreté du B-52 qu'il commandait et l'absence de mesures fermes et cohérentes de la part de ses supérieurs amenèrent Holland à croire qu'il pouvait effectuer des manœuvres dangereuses durant son dernier vol, avec pour point d'orgue un virage à 360° lent et très incliné autour de la tour de contrôle.
Pendant le dernier vol de Holland, les autres facteurs environnementaux mis en cause incluent l'ajout de manœuvres nouvelles (virage à 360° autour de la tour), l'insuffisante implication avant-vol du colonel Wolff, et les perturbations causées par la fusillade du 20 juin. Alliés au comportement dangereux de Holland, ces facteurs produisirent les conditions favorables à l'accident. Le dernier facteur, relevé par le rapport d'enquête de l'USAF, est le vent soufflant à 19 km/h (10 kt) et ses effets sur les manœuvres nécessaires pour réaliser la trajectoire de vol prévue, par rapport au sol.

## Conséquences
Le 19 mai 1995, Pellerin a plaidé coupable devant une cour martiale de l'USAF pour deux accusations de manquement au devoir pour ses actions, ou leur absence, qui ont contribué à l'accident. Il fut condamné à renoncer à 1 500 dollars américains de salaire par mois pendant cinq mois et reçut une réprimande écrite. L'US Air Force n'a pas révélé si d'autres officiers impliqués dans la chaîne d'événements ayant conduit à l'accident se sont vu imposer des sanctions administratives ou disciplinaires. Les critiques du rapport de sécurité de l'USAF établissent que cet accident est un exemple d'un ensemble de problèmes liés à l'application des procédures de sécurité au sein de l'USAF.
Bien que l'enquête sur l'accident ait révélé que les procédures et les principes étaient déjà en place pour empêcher un tel accident de se produire, le fait que cet accident soit arrivé a montré que, dans au moins un cas, les politiques de sécurité existantes et leur application avaient été insuffisantes. Afin de réitérer l'importance de l'adhésion aux politiques de sécurité existantes et de corriger toute infraction à l'un de ces principes, l'USAF, comme pour chaque accident, a rapidement distribué les conclusions de l'enquête sur l'accident à toute l'armée. Actuellement, l'accident est utilisé dans l'aviation civile et militaire comme support pour l'enseignement de la gestion des équipages. Il est aussi souvent utilisé dans les entraînements à la sécurité comme exemple de l'importance de faire respecter les règles de sécurité,.